# Ophrys argolica
Ophrys argolica  là một loài thực vật có hoa trong họ Lan. Loài này được H.Fleischm. mô tả khoa học đầu tiên năm 1919.

## Hình ảnh

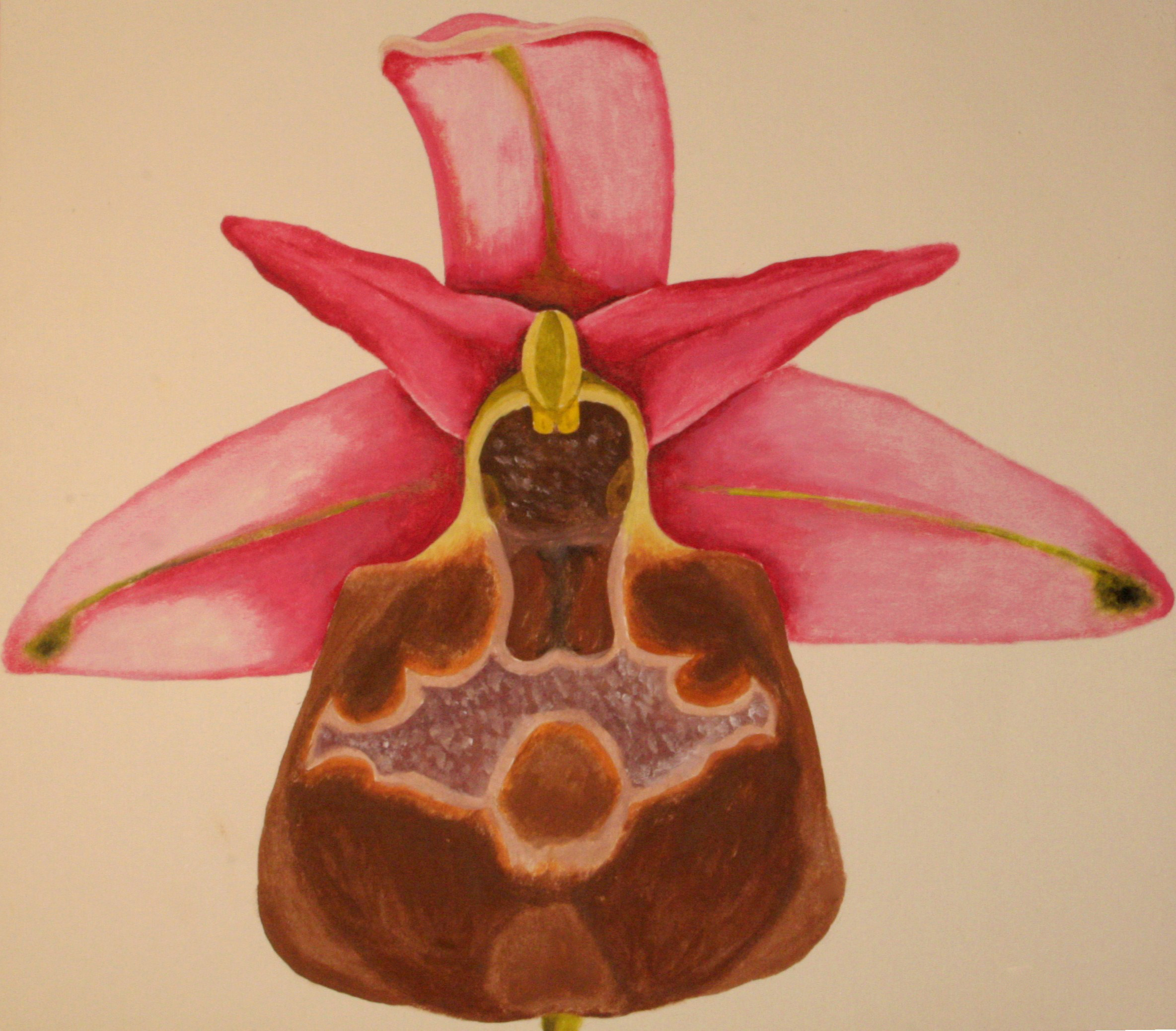
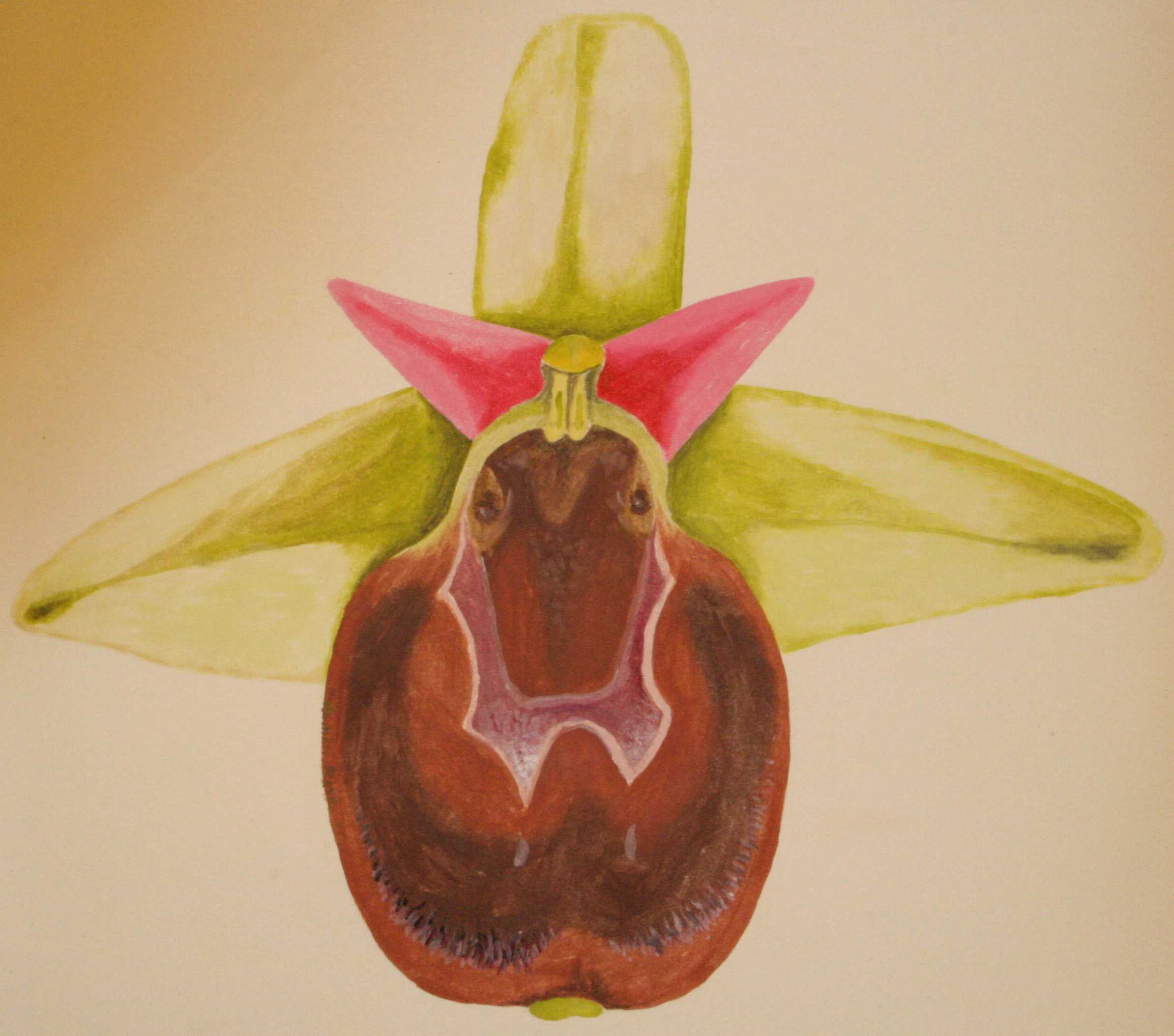
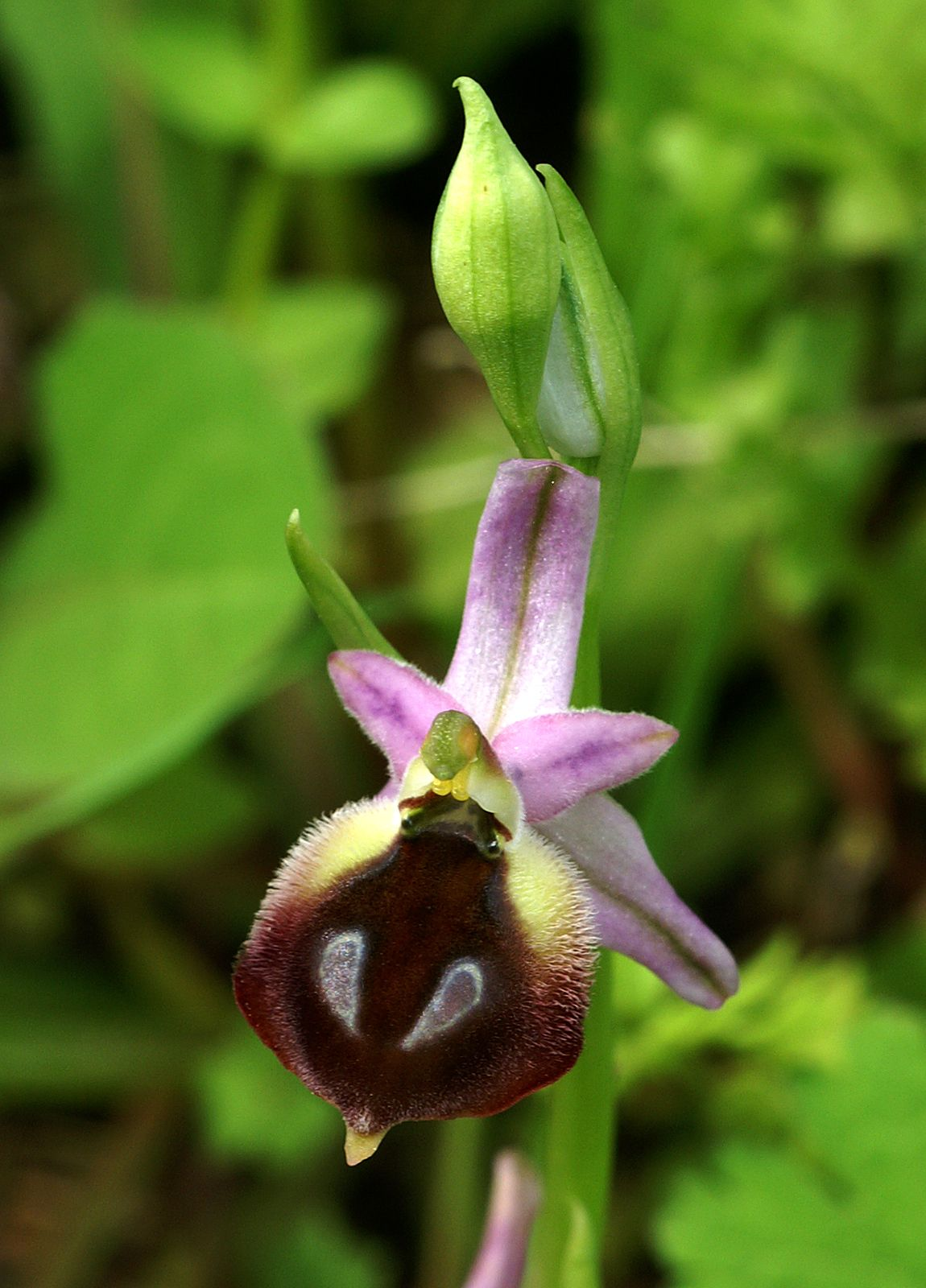
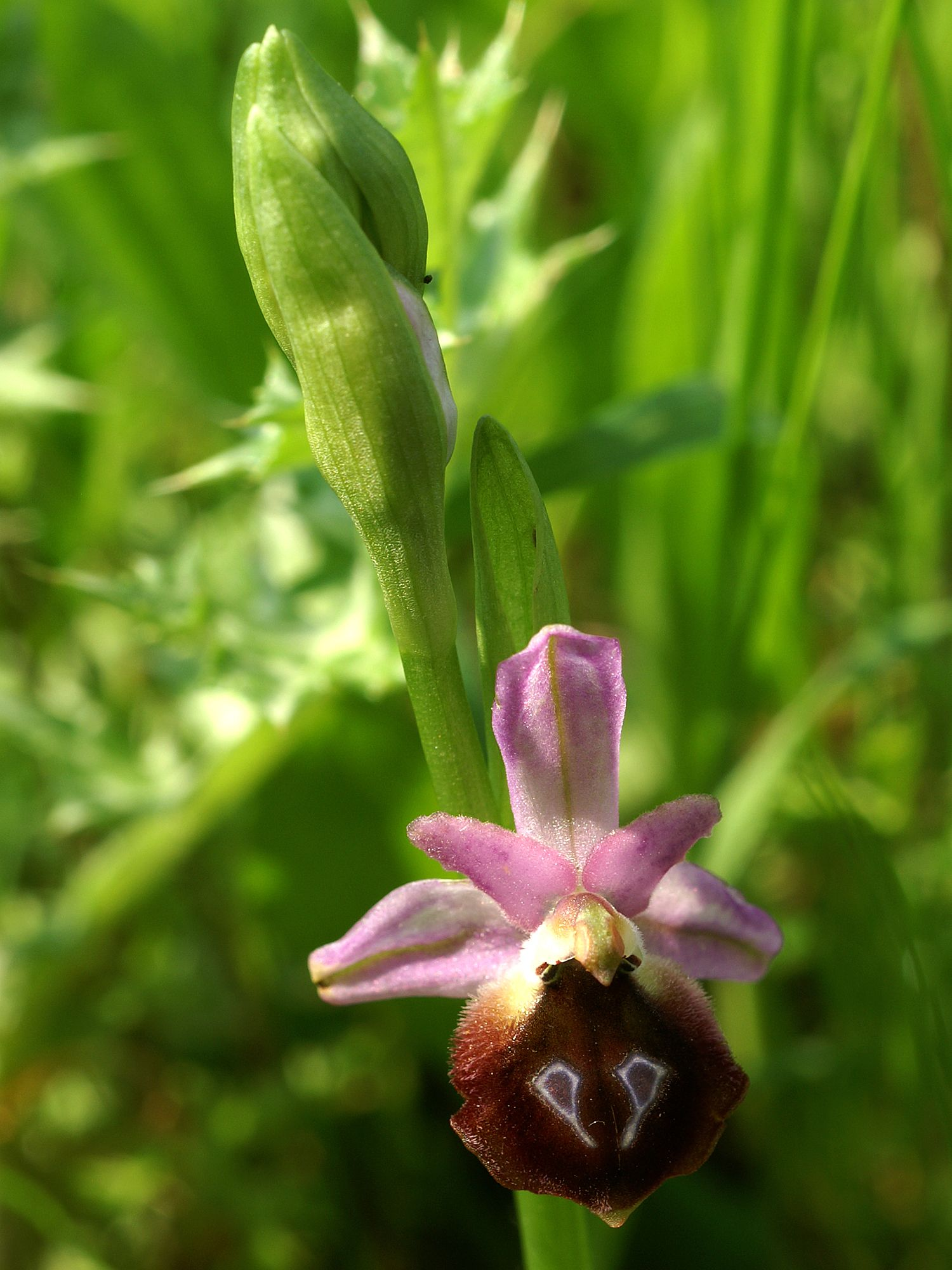